# 구제 (포털 사이트)

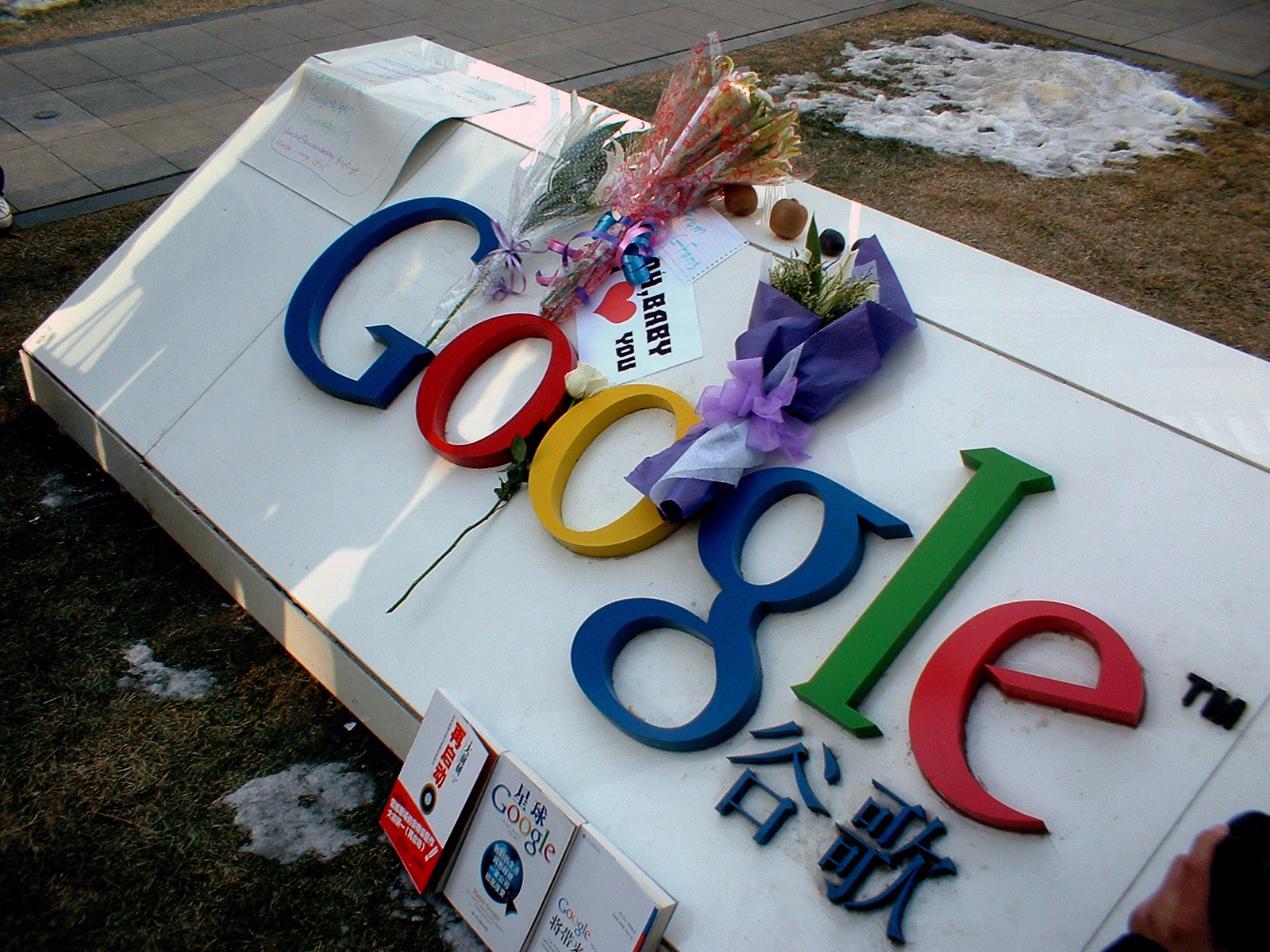

구제(곡저, 중국어: 谷姐, 병음: Gǔjiě)는 중화인민공화국의 웹사이트이다. 처음에는 중화인민공화국의 인터넷 검열로 인해 구글 차이나가 폐쇄되자 구글 차이나를 베낀 사이트로 설립되었다. 현재는 구글과 전혀 다른 형태로 구성되어 있다.
2010년 1월 14일에 설립된 구제(Goojje)도 검색을 허용하지만 실제 검색은 구글과 바이두를 사용하는 것으로 보인다. 구글은 구제에게 로고 사용 중단을 요구했지만 구제는 2011년까지 이를 거부했다.

## 구제의 채널 컬럼
- Goojje Information (중국어 간체자: 谷姐资讯)
- Goojje Hot (중국어 간체자: 谷姐热点)
- Goojje Community (중국어 간체자: 谷姐社区)
- Goojje Intranet (중국어 간체자: 谷姐内网)
- Goojje Poll (중국어 간체자: 谷姐投票)
- Goojje Chatterbox (중국어 간체자: 谷姐水区)
- Goojje Suggestion (중국어 간체자: 谷姐建议)